# Kageneckia angustifolia
Kageneckia angustifolia är en rosväxtart som beskrevs av David Don. Kageneckia angustifolia ingår i släktet Kageneckia och familjen rosväxter. Inga underarter finns listade i Catalogue of Life.

## Bildgalleri

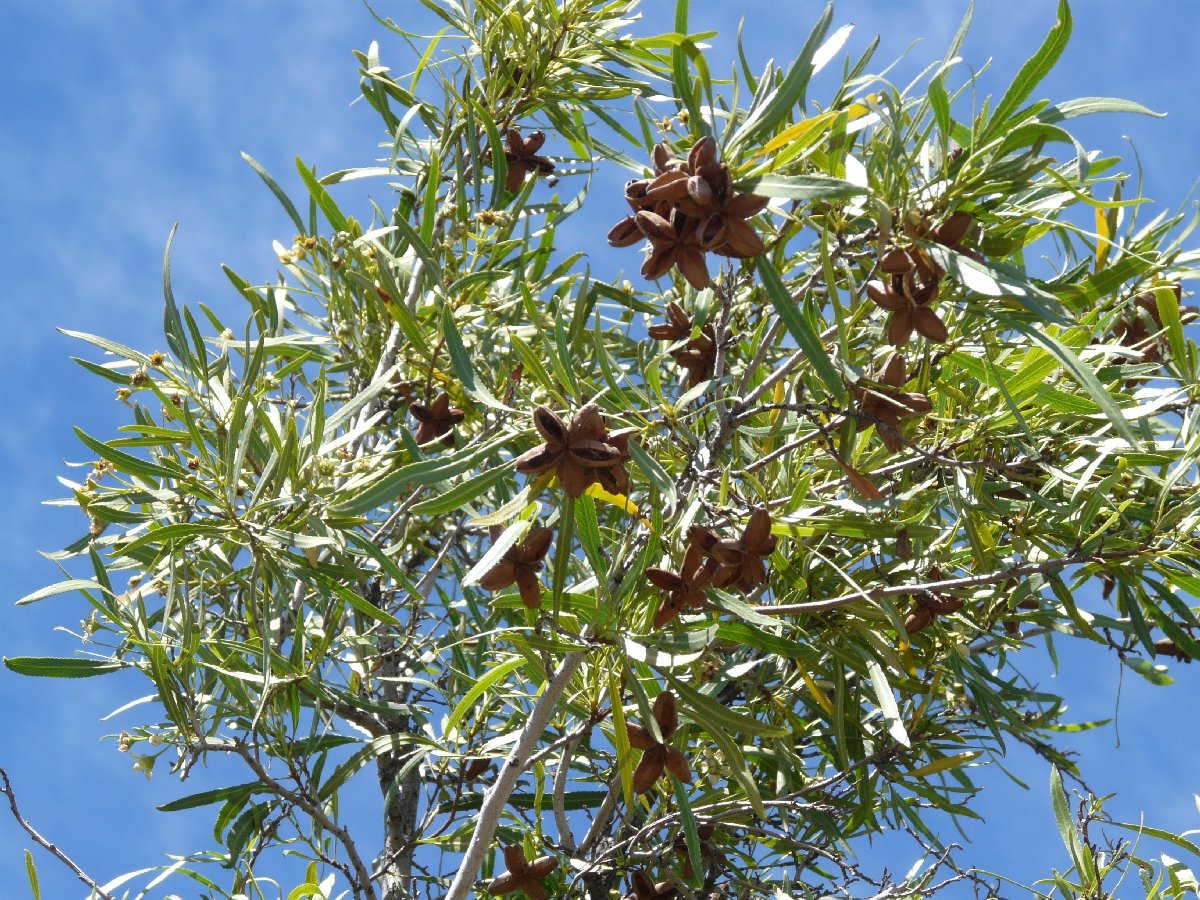
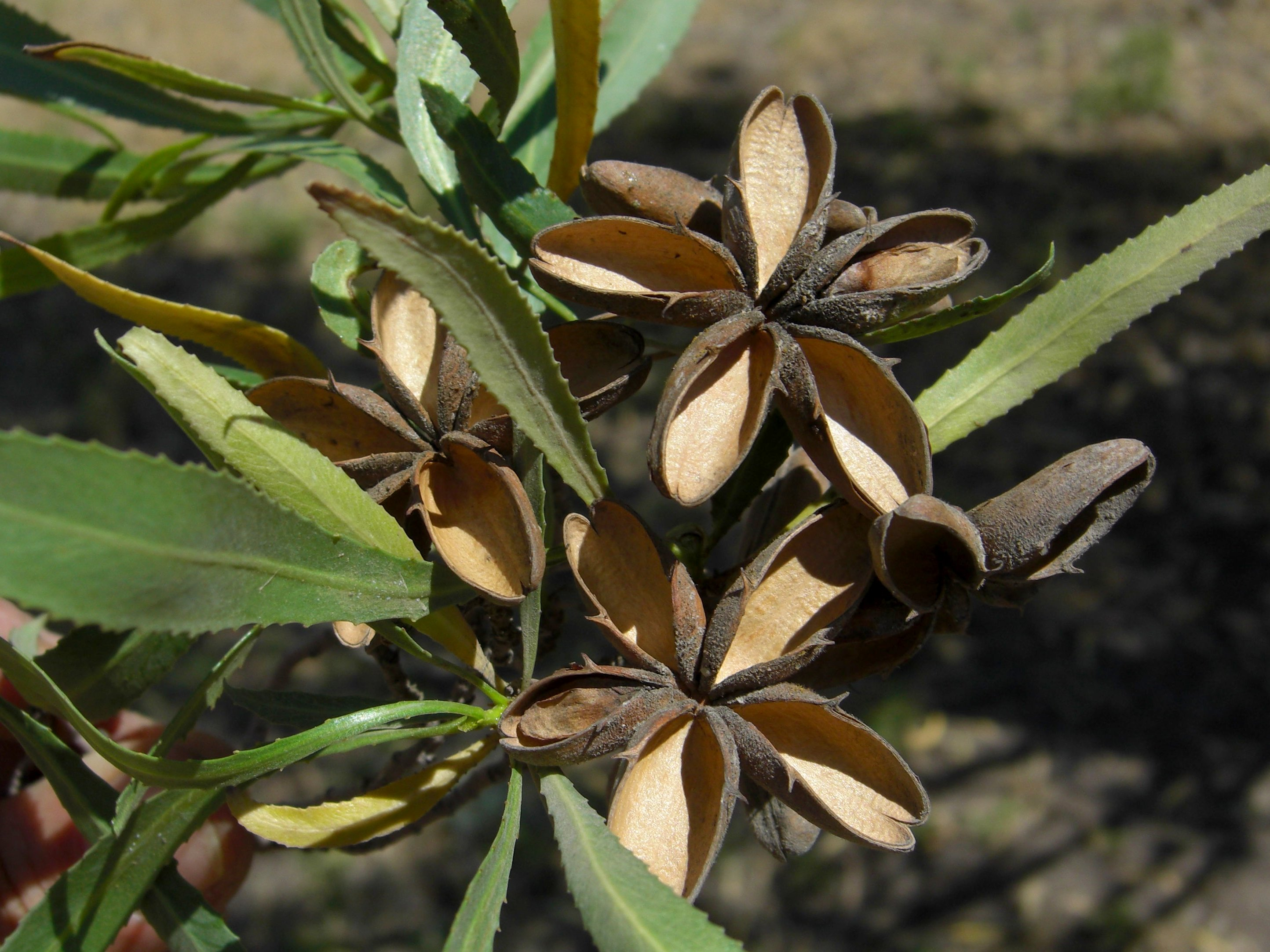